# Дефенса и Хустисия
Общественный и спортивный клуб «Дефе́нса и Хусти́сия» (исп. Club Social y Deportivo Defensa y Justicia, или просто Дефенса и Хустисия исп. Defensa y Justicia) — аргентинский футбольный клуб, представляющий город Флоренсио-Варела, расположенный в муниципалитете Флоренсио-Варела, Большой Буэнос-Айрес. Клуб в настоящее время играет в Примере Аргентины, выхода в которую клуб впервые в своей истории добился в сезоне 2013/2014. Первым трофеем в истории клуба стал международный турнир — Южноамериканский кубок 2020.

## История
Клуб был основан 20 марта 1935 года группой приятелей, хотевших создать местную футбольную команду. Происхождение название «Дефенса и Хустисия» ныне не известно (с испанского «defensa y justicia» переводится как «оборона и правосудие» или «защита и справедливость»). Под руководством президента клуба Норберто Томагельо команда стала членом Ассоциации футбола Аргентины, был построен собственный стадион, на матче открытия в декабре 1977 года «Дефенса и Хустисия» сыграла с резервной командой «Боки Хуниорс».
Первоначальными цветами клуба были синий с белой отделкой, которые были изменены на жёлтый с зелёными деталями. Причиной этому была расцветка автобусов компании «El Halcón», которой владел тогдашний президент «Дефенсы и Хустисии». Автобусы этой компании использовались для подвоза болельщиков на гостевые матчи.
Несмотря на то, что клуб был основан ещё в 1935 году, «Дефенса и Хустисия» не играла на официальном уровне до 1978 года, когда она дебютировала в Примере D. В 1982 году клуб вышел в Примеру C, а 3 года спустя — в Примеру B. В Примере B «Дефенса и Хустисия» провела всего один сезон. В 1986 году она оказалась уже в новообразованной Примере B Насьональ, второй в аргентинской системе лиг. С сезона 1997/98 клуб играл без повышений и понижений в классе — до сезона 2013/14, когда ему удалось занять 2-е место и впервые в своей истории добиться выхода в Примеру.
В 2020 году «Дефенса и Хустисия» сначала выступала в Кубке Либертадорес, но на групповом этапе заняла третье место, и перешла в Южноамериканский кубок. В этом турнире команда сумела дойти до финала, где разгромила своих соотечественников, «Ланус», со счётом 3:0. Решающая игра состоялась в Кордове на стадионе «Марио Кемпес» уже 23 января 2021 года, поскольку в турнире была долгая пауза, вызванная пандемией COVID-19. Героем турнира стал нападающий Брайан Ромеро, с 10 голами ставший лучшим бомбардиром ЮАК. Отметился он и в финальном матче. Командой руководил главный тренер Эрнан Креспо.

## Достижения
- Вице-чемпион Аргентины (2): 2018/19, 2021
- Обладатель Южноамериканского кубка (1): 2020
- Обладатель Рекопы Южной Америки (1): 2021